# Quadrangles de Mars
Pour les articles homonymes, voir Quadrangle (homonymie).
La surface de la planète Mars a été divisée par l'Institut d'études géologiques des États-Unis (USGS) en trente quadrangles, ainsi nommés car ils sont délimités en fonction des latitudes et longitudes martiennes, ce qui leur confère une géométrie quadrangulaire. Chaque hémisphère martien compte :
- huit quadrangles couvrant chacun 45° en longitude entre 0 et 30° en latitude
- six quadrangles couvrant chacun 60° en longitude entre 30° et 65° en latitude
- un quadrangle couvrant les latitudes supérieures à 65°

Les quadrangles de Mars sont nommés à partir des formations géologiques remarquables qu'ils recouvrent,, et sont préfixés par les lettres MC (de l'anglais Mars Chart). Dans le tableau ci-dessous, les longitudes sont exprimées d'abord croissant vers l'est (système en vigueur à la National Aeronautics and Space Administration (NASA) depuis 2002 et adopté par l'Agence spatiale européenne) puis croissant vers l'ouest (ancien système de coordonnées développé pour le programme Viking et encore mentionné sur certaines cartes, même récentes).

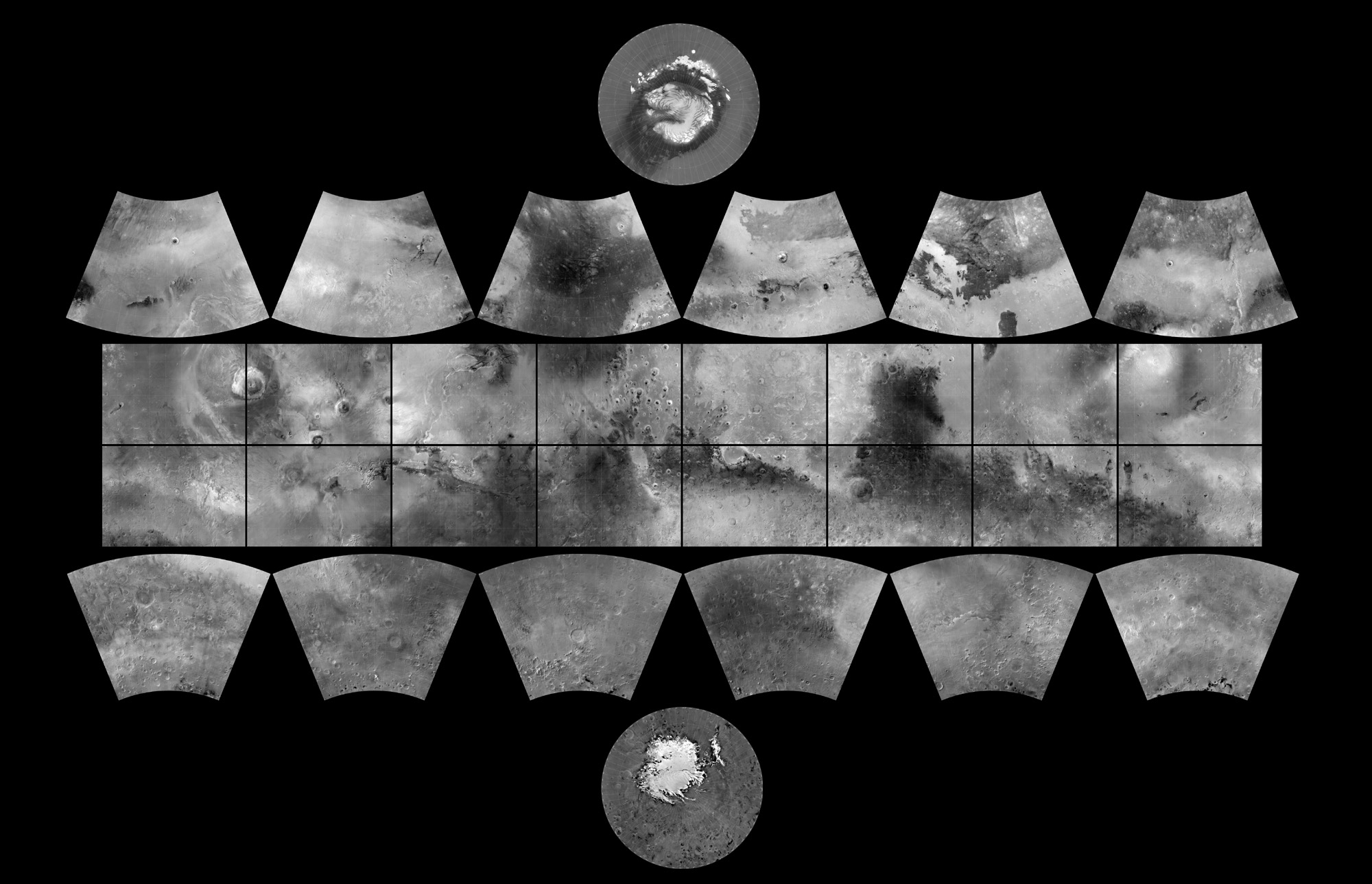
Carte de Mars en 30 quadrangles par Mars Global Surveyor.

| Quadrangle         | Numéro | Latitudes     | Longitudes    | Longitudes    | Cartes MGS           |
| ------------------ | ------ | ------------- | ------------- | ------------- | -------------------- |
| Mare Boreum        | MC-01  | 65° à 90° N   | 0° à 360°     | 0° à 360°     | [PDF] MOLA (jpg) MOC |
| Diacria            | MC-02  | 30° à 65° N   | 180º à 240º E | 120° à 180° W | [PDF] MOLA (jpg) MOC |
| Arcadia            | MC-03  | 30° à 65° N   | 240° à 300° E | 60° à 120° W  | [PDF] MOLA (jpg) MOC |
| Mare Acidalium     | MC-04  | 30° à 65° N   | 300° à 360° E | 0° à 60° W    | [PDF] MOLA (jpg) MOC |
| Ismenius Lacus     | MC-05  | 30° à 65° N   | 0° à 60° E    | 300° à 360° W | [PDF] MOLA (jpg) MOC |
| Casius             | MC-06  | 30° à 65° N   | 60° à 120° E  | 240° à 300° W | [PDF] MOLA (jpg) MOC |
| Cebrenia           | MC-07  | 30° à 65° N   | 120° à 180° E | 180° à 240° W | [PDF] MOLA (jpg) MOC |
| Amazonis           | MC-08  | 0° à 30° N    | 180° à 225º E | 135° à 180° W | [PDF] MOLA (jpg) MOC |
| Tharsis            | MC-09  | 0° à 30° N    | 225º à 270° E | 90° à 135° W  | [PDF] MOLA (jpg) MOC |
| Lunae Palus        | MC-10  | 0° à 30° N    | 270º à 315° E | 45° à 90° W   | [PDF] MOLA (jpg) MOC |
| Oxia Palus         | MC-11  | 0° à 30° N    | 315° à 360° E | 0° à 45° W    | [PDF] MOLA (jpg) MOC |
| Arabia             | MC-12  | 0° à 30° N    | 0° à 45° E    | 315° à 360° W | [PDF] MOLA (jpg) MOC |
| Syrtis Major       | MC-13  | 0° à 30° N    | 45° à 90° E   | 270° à 315° W | [PDF] MOLA (jpg) MOC |
| Amenthes           | MC-14  | 0° à 30° N    | 90° à 135° E  | 225° à 270° W | [PDF] MOLA (jpg) MOC |
| Elysium            | MC-15  | 0° à 30° N    | 135° à 180° E | 180° à 225° W | [PDF] MOLA (jpg) MOC |
| Memnonia           | MC-16  | -30° à 0° S   | 180° à 225° E | 135° à 180° W | [PDF] MOLA (jpg) MOC |
| Phoenicis Lacus    | MC-17  | -30° à 0° S   | 225° à 270° E | 90° à 135° W  | [PDF] MOLA (jpg) MOC |
| Coprates           | MC-18  | -30° à 0° S   | 270° à 315° E | 45° à 90° W   | [PDF] MOLA (jpg) MOC |
| Margaritifer Sinus | MC-19  | -30° à 0° S   | 315° à 360° E | 0° à 45° W    | [PDF] MOLA (jpg) MOC |
| Sinus Sabaeus      | MC-20  | -30° à 0° S   | 0° à 45° E    | 315° à 360° W | [PDF] MOLA (jpg) MOC |
| Iapygia            | MC-21  | -30° à 0° S   | 45° à 90° E   | 270° à 315° W | [PDF] MOLA (jpg) MOC |
| Mare Tyrrhenum     | MC-22  | -30° à 0° S   | 90° à 135° E  | 225° à 270° W | [PDF] MOLA (jpg) MOC |
| Aeolis             | MC-23  | -30° à 0° S   | 135° à 180° E | 180° à 225° W | [PDF] MOLA (jpg) MOC |
| Phaethontis        | MC-24  | -65° à -30° S | 180° à 240° E | 120° à 180° W | [PDF] MOLA (jpg) MOC |
| Thaumasia          | MC-25  | -65° à -30° S | 240° à 300° E | 60° à 120° W  | [PDF] MOLA (jpg) MOC |
| Argyre             | MC-26  | -65° à -30° S | 300° à 360° E | 0° à 60° W    | [PDF] MOLA (jpg) MOC |
| Noachis            | MC-27  | -65° à -30° S | 0° à 60° E    | 300° à 360° W | [PDF] MOLA (jpg) MOC |
| Hellas             | MC-28  | -65° à -30° S | 60° à 120° E  | 240° à 300° W | [PDF] MOLA (jpg) MOC |
| Eridania           | MC-29  | -65° à -30° S | 120° à 180° E | 180° à 240° W | [PDF] MOLA (jpg) MOC |
| Mare Australe      | MC-30  | -90° à -65° S | 0° à 360°     | 0° à 360°     | [PDF] MOLA (jpg) MOC |